# Calycopis bellera
Espèce
Calycopis bellera est un papillon de la famille des Lycaenidae, de la sous-famille des Theclinae et du genre Calycopis.

## Dénomination
Calycopis bellera a été décrit par William Chapman Hewitson en 1877 sous le nom initial de Thecla bellera.
Synonymes : Thecla devia Möschler, 1883; Calycopis xeneta devia ; Field, 1967.

### Nom vernaculaire
Calycopis bellera se nomme Bellera Groundstreak en anglais.

## Description
Calycopis bellera est un petit papillon aux pattes et aux antennes cerclés de blanc et noir, avec deux fines queues à chaque aile postérieure.
Le dessus est de couleur marron suffusé de bleu.
Le revers présente un abdomen blanc et des ailes beige avec aux ailes postérieures de gros ocelles orange pupillés de marron dont un en position anale.

## Écologie et distribution
Calycopis bellera réside à Panama, en Argentine, au Brésil et au Surinam,,.

### Protection
Pas de statut de protection particulier.